# Musadino
Musadino è una frazione geografica del comune di Porto Valtravaglia, in Provincia di Varese, posta nell'entroterra a sudest del centro abitato.

## Storia
Musadino fu un antico comune del Milanese.
Registrato agli atti del 1751 come un borgo di 376 abitanti, nell'ambito delle riforme amministrative di stampo illuministico dell'Imperatrice Maria Teresa assorbì la località di Ligurno, e nel 1786 Musadino con Ligurno entrò per un quinquennio a far parte dell'effimera Provincia di Varese, per poi cambiare continuamente i riferimenti amministrativi nel 1791, nel 1798 e nel 1799.
Alla proclamazione del Regno d'Italia nel 1805 risultava avere 413 abitanti. Nel 1809 il municipio fu soppresso su risultanza di un regio decreto di Napoleone che lo annesse per la prima volta a Porto, ma il Comune di Musadino fu tuttavia ripristinato con il ritorno degli austriaci. Nel 1853 risultò essere popolato da 507 anime, scese a 471 nel 1871, mentre nel 1921 a Musadino si registrarono 549 residenti. Fu il regime fascista a decidere nel 1928 di sopprimere il comune, unendolo a Porto Valtravaglia riproponendo l'antico modello napoleonico.